# C4 (Neuseeland)
C4 war ein neuseeländischer Musiksender, der zum Unternehmen MediaWorks NZ gehörte.
Ursprünglich hieß der Sender TV4 und sein Programm richtete sich an 18- bis 30-Jährige. 2003 wurde er in C4 umbenannt und startete neu. Der Sender sendete wochentags zwischen 12:00 und 16:00 sowie von Samstag 3:00 bis Sonntag 12:00. Es wurden bis zur Einstellung 2014 Informations-, Auto- und Erwachsenenunterhaltungsprogramme gesendet.

## Sendungen
- Top of the Pops -
- Later with Jools Holland
- Little Britain -
- Jackass (Ended)
- Room Raiders
- My Super Sweet 16
- Camp Jim
- The Assistant (Ended)
- Popetown (Ended) – 10 Folgen wurden trotz großer Proteste der Katholiken Neuseelands gesendet
- Beavis & Butthead
- Viva La Bam
- Merrick & Rosso: The B Team
- Dirty Sanchez
- Swag (Ended)
- Wildboyz
- Futurama
- Family Guy
- Clone High
- Kung Faux
- MTV Cribs
- I Bet You Will
- The Fabulous Life Of
- Ride with Funkmaster Flex
- Laguna Beach
- Pimp My Ride
- Pulp Sport –  nun auf TV3 seit 2005.
- South Park
- The Ashlee Simpson Show
- Invader Zim (Ended)
- CD:UK (Ended)
- Wanna Come In?
- Punk’d
- The Daily Show with Jon Stewart
- Meet the Barkers